# Figueras
Figueres
Pour les articles homonymes, voir Figueras (homonymie).
Figueras ou Figueres (Figueres officiellement en catalan, Figueras en castillan, ou anciennement Figuières en français) est une ville du nord de la Catalogne en Espagne. C'est la capitale de la comarque de l'Alt Empordà dans la province de Gérone. La ville compte 47 200 habitants en 2020 et est connue pour abriter le musée Salvador Dalí et la plus grande forteresse d'Europe d'époque moderne, le château de Sant Ferran.
Elle se situe à 24 km au sud du col du Perthus, sur l'axe ferroviaire et routier qui relie Barcelone à la France. Son économie se base sur le tourisme et l'agriculture, et met à profit sa situation géographique à proximité de la Costa Brava, de la frontière franco-espagnole ainsi que de Gérone et de Barcelone.

## Géographie

### Localisation
Figueras se trouve au milieu de la plaine empordanaise à 39 mètres au-dessus du niveau de la mer, au pied des Albères pyrénéennes. Au sein d'une comarque agricole (fruits et légumes, vigne et oliviers), la ville jouit néanmoins d'une forte activité tertiaire et commerçante.

### Communes limitrophes
| Llers    | Cabanes Vilabertran |                             |
|          | Figueras            | Peralada                    |
| Vilafant |                     | El Far d'Empordà Vila-sacra |

### Hydrologie
Le Manol, affluent de la Muga, traverse le territoire de Figueres du sud vers le sud-est.

### Voies de communication et transports
Avec le Pays basque, le nord de la Catalogne est un des deux principaux points de communication transpyrénéens entre la France et l'Espagne. Par sa position géographique, Figueres y occupe une place importante.

#### Voies routières
Nœud de communication routière stratégique, Figueras est un point clé sur l'autoroute (AP7) et autrefois la route nationale (N2), qui drainent un important trafic de transport de marchandises par camion et de véhicules particuliers. Les échanges de marchandises, loin de se limiter aux flux transfrontaliers (France/Espagne), irriguent au-delà de la péninsule Ibérique, du nord de l'Afrique à toute l'Europe.
Lors des saisons touristiques, majoritairement estivales, les touristes de toute l'Europe affluent vers le sud, la Costa Brava toute proche, et au-delà vers le Maghreb via le détroit de Gibraltar.

#### Voies ferroviaires
Figueras est desservi par le TGV depuis la France et par la Renfe pour les liaisons sur l'Espagne par les voies à écartement ibérique. La présence de la ligne internationale Barcelone-Gérone-Portbou-Cerbère-Perpignan, saturée tant en marchandises qu'en passagers, est handicapée par un écartement des voies différent des autres pays d'Europe (1 668 mm pour la voie large ibérique au lieu de 1 435 mm pour la voie au standard UIC utilisée dans la quasi-totalité des pays continentaux). Le passage de la frontière impose donc soit un changement de train, soit l'utilisation de matériel roulant spécifique qui adapte mécaniquement ses essieux aux différents écartements.
Jusqu'à aujourd'hui, ce méli-mélo ferroviaire faisait de la ville de Portbou, gérée par la Renfe, la capitale du rail, avec Cerbère, sa voisine transfrontalière gérée par la SNCF.
Cette situation est sur le point de changer : après un retard de près de dix ans, la ligne à grande vitesse Barcelone-frontière française-Perpignan est achevée. Ces travaux, inscrits dans le vaste plan de grande vitesse ferroviaire espagnol (AVE), ont sorti le réseau à grande vitesse espagnol de son isolement pour le connecter avec le réseau européen à grande vitesse, via le tunnel du Perthus creusé sous les Pyrénées.
Si le tunnel et les voies sont à ce jour achevés, un très important retard a été pris sur la construction des trois gares de la ligne (Figueres, Gérone, Barcelone). À Figueres, faute d'accord dans les temps, c'est une gare provisoire qui est construite sur les terrains limitrophes de la municipalité voisine de Vilafant. Aucune date ni aucun financement ne sont fixés pour la gare définitive qui doit être intermodale afin de connecter les trains, les trains à grande vitesse, la gare routière, les taxis et les véhicules particuliers.

## Toponymie

### Dénomination locale
Le premier toponyme écrit relatif à la zone de Figueras est Garrigal. Le nom actuel dérive de Ficaris, de l'époque wisigothe[réf. nécessaire].
Le toponyme Figueras provient du latin ficaria qui signifie plant de « figuiers » et dont on trouve la trace dès le Xe siècle.
La terminaison en es est une particularité de la langue catalane, dont les mots finissant en -a ont leur pluriel en -es. Figueres (« figuiers ») est la forme plurielle de figuera (« figuier »). Il s'agit ici de l'arbre et non de la figuerie, verger planté de figuiers. La forme Figueras est une hispanisation du mot, et non sa traduction (qui serait Higueras). Le toponyme catalan est officiel depuis 1978. Si Figueres et Figueras sont utilisés dans leurs langues respectives, le terme Figueres est devenu dominant en castillan.

### En français
En français, le terme de Figuières, était en usage dès le XVIIe siècle. En 1696, Bussy-Rabutin écrivit dans ses mémoires « le prince prit son quartier à Figuières ». En 1812, à la suite de l'annexion de la Catalogne à la France par Napoléon Ier, Figuières devint officiellement le nom d'une des sous-préfectures du département du Ter,. C'est ce nom qui est utilisé dans le Précis de la géographie universelle de Conrad Malte-Brun qui précise entre parenthèses le nom en castillan Figueras. Cet usage perdure pendant le Premier et le Second Empire. L'usage est de nommer la ville Figuières et d'indiquer entre parenthèses ou en italique le nom castillan, Figueras. Élisée Reclus, dans sa Nouvelle Géographie universelle en 1876, et les dictionnaires procèdent toujours ainsi.
Une première évolution a eu lieu après la Première Guerre mondiale. En 1922, le Larousse universel possède une entrée « Figueras » autonome. Ce nom n'est plus considéré comme une traduction et le dictionnaire se contente de noter « Figuières » en seconde dénomination. Cette présentation encore attestée en 1940 disparaît des dictionnaires après la Seconde Guerre mondiale au profit du seul toponyme « Figueras ». Ainsi le Petit Larousse illustré (1953) annonce que « Salvador Dalí est né à Figueras », de même que l'encyclopédie Universalis. Dans ses communications officielles, le gouvernement français utilise également Figueras.
Depuis que le catalan a acquis, après la dictature franquiste, le statut de langue officielle en 1978, les toponymes officiels de Catalogne sont exprimés dans leur orthographe originale catalane. Si ces changements n'affectent ni l'usage en catalan ni celui en castillan, l'officialisation du terme catalan entraîne un lent changement des habitudes en français où le terme Figueres — prononcé /figɛʀ/ — s'installe peu à peu dans le vocabulaire.
La mairie de Perpignan ainsi que certains journaux nationaux utilisent la graphie catalane officielle de la ville, Figueres. Cependant, les deux graphies restent en usage, c'est notamment le cas à Marignane, ville jumelée, qui utilise les deux graphies indistinctement dans un même texte.
D'autre part, le développement d'Internet et l'officialisation du nom catalan induisent un usage des bases de données de toponymes de Catalogne par le biais de l'Institut géographique de Catalogne ce qui contribue à la diffusion du terme Figueres en français. La toponymie catalane officielle (Figueres, Girona, Lleida, Eivissa, etc.) est utilisée par nombre d'éditeurs.

## Histoire

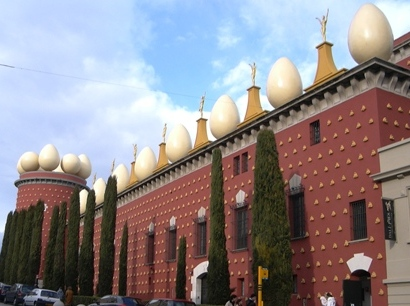
La Tour Gorgot, en fond, intégrée au musée Dali

Des éléments de l'église Saint-Pierre de Figueras datent du Xe siècle. L'église a été remaniée aux XIVe siècle et XXe siècle. En 1267, le roi Jacques Ier d'Aragon, dit « le Conquérant » (Jaume en catalan, Jacme en occitan) concède à la ville une charta populationis. Un an après, Hug V, comte d'Empuries, incendie la ville. De l'ancienne muraille ne reste que la tour Gorgot, intégrée à la Tour Galatée du Musée Dali.
Deux faits notables se produisent au XVIIIe siècle : la construction du château de Sant Ferran destiné à contenir les attaques de la France  et le développement de la culture du blé avec l'augmentation du vignoble. Ces développements font de la ville la capitale de fait de l'Alt Empordà.
Le 27 novembre 1794 Figueres est prise par les troupes françaises de Pérignon après la bataille de la Sierra Negra.
Lors de la Guerre d'indépendance espagnole, la ville est assiégée par les troupes françaises. Elle devient brièvement chef-lieu du département du Ter du 26 janvier 1812 à 1814.
Au XIXe siècle le train arrive en 1877 et soutient l'activité de la ville, dans laquelle est mis en place un plan d'extension, sur le modèle de Barcelone. La ville se développe au sud, sud-est et sud-ouest.

### La guerre civile à Figueres (1936-1939)
« Soulèvement d’une partie de l’armée du Maroc » : la tentative de coup d’État militaire du samedi 18 juillet 1936 a été annoncée le soir même à Figueres par le journal de Gérone L’Autonomista, mais c’est seulement à partir du lendemain qu’elle a suscité des réactions armées. Dans la ville, 76 personnes, militants et militaires d'extrême-droite, ont été tuées par des miliciens antifascistes appartenant aux syndicats ouvriers (beaucoup de ces miliciens n’étaient pas de la ville, mais venaient de Gérone et surtout de Barcelone). Le 12 octobre 1936 on voità Figueres le premier groupe de volontaires des Brigades internationales venus combattre pour la défense de la République (500 hommes arrivés en train de Paris). Le 3 novembre 1936, la mairie de la ville (qui était aux mains des secteurs les plus radicaux socialistes et libertaires) autorise la démolition de l’église paroissiale Sant Pere. Les travaux ont commencé immédiatement et ont porté sur un total de 1 200 m2 : le clocher, le presbytère et le transept ; seule est restée debout la nef gothique (car les crédits accordés pour la démolition de l’église étaient épuisés). En juin 1937 s’est achevée la construction du bâtiment actuel de la mairie. Le 20 janvier 1938 a eu lieu le premier bombardement de Figueres. Des avions de l’Allemagne nazie ont lâché quelque 30 bombes sur la ville, sans faire aucune victime. Trois jours plus tard se sont produits les deuxième et troisième bombardements : le deuxième a eu lieu à midi et les avions allemands qui y ont participé ont jeté leurs bombes sur le Parc Bosc et le Passeig Nou ; la troisième attaque aérienne, dans l’après-midi, a été le fait de l’aviation fasciste italienne, qui après avoir lancé sa charge destructive sans cibler d’objectifs, est rentrée à sa base de Son Sant Joan à Majorque ; ces deux attaques du 23 janvier ont fait 16 morts. Du 20 janvier 1939 au 7 février 1939, Figueres a été bombardée 18 fois. Les attaques aériennes ont fait au total 281 morts : 76 en 1938 et 205 en 1939 (pour cette année, en un mois et sept jours) et ont détruit 560 maisons.
Le 11 novembre 1938 ont eu lieu dans la ville les adieux aux volontaires des Brigades internationales avant leur départ pour l’étranger. Le 23 janvier 1939, le président du gouvernement espagnol, Juan Negrín López, a ordonné le transfert du gouvernement à Figueres. La nuit du 1er février 1939, la ville est devenue le siège des Cortes républicains (assemblée nationale) et la capitale de la République. La session du Parlement,  nocturne, s’est déroulée au château de Sant Ferran ; 62 députés, sur un total de 473, y ont assisté. Le 3 février 1939 est passée par Figueres une marée humaine de 150 000 personnes qui partaient vers la France ; ce jour-là, la ville et le château ont été bombardés cinq fois et il y a eu 82 victimes. Les jours suivants, le fleuve humain qui traversait Figueres ne s’est pas tari (le 4 février, quelque 100 000 personnes sont passées par la ville). Le 5 février, on a appris à Figueres le départ pour la France du président de la République espagnole Manuel Azaña Díaz, du président de la Generalitat  (" gouvernement") de Catalogne Lluís Companys i Jover, du président du gouvernement basque José Antonio Aguirre i Lecube et d’autres membres du gouvernement central et des gouvernements autonomes ; le soir, les rues de la ville se trouvaient totalement désertes, car une bonne partie de la population avait quitté Figueres pour fuir les bombardements quasi constants, cependant que le reste des habitants étaient dissimulés au sous-sol des maisons ou dans les refuges antiaériens (à Figueres, il y avait 15 refuges publics ; en 2013, on a redécouvert celui de la plaça del Gra, qui pouvait abriter 200 personnes). Le 8 février, à 8 h du soir, une énorme explosion s’est produite au château de Sant Ferran, des milliers de tonnes de pierres ont volé (certaines à plus d’un kilomètre de distance), un large pan de rempart a disparu, ainsi que la monumentale porte principale, de style néoclassique ; les auteurs de cette terrible explosion ont été les artificiers de l’armée républicaine, qui ont détruit une grande partie de la poudrière de la forteresse pour qu’elle ne tombe pas entre les mains des franquistes. La nuit de ce même jour du 8 février, les troupes « nationales » (fascistes du général Franco) sont entrées dans la ville. La guerre était finie pour les Figuerencs.

## Politique et administration

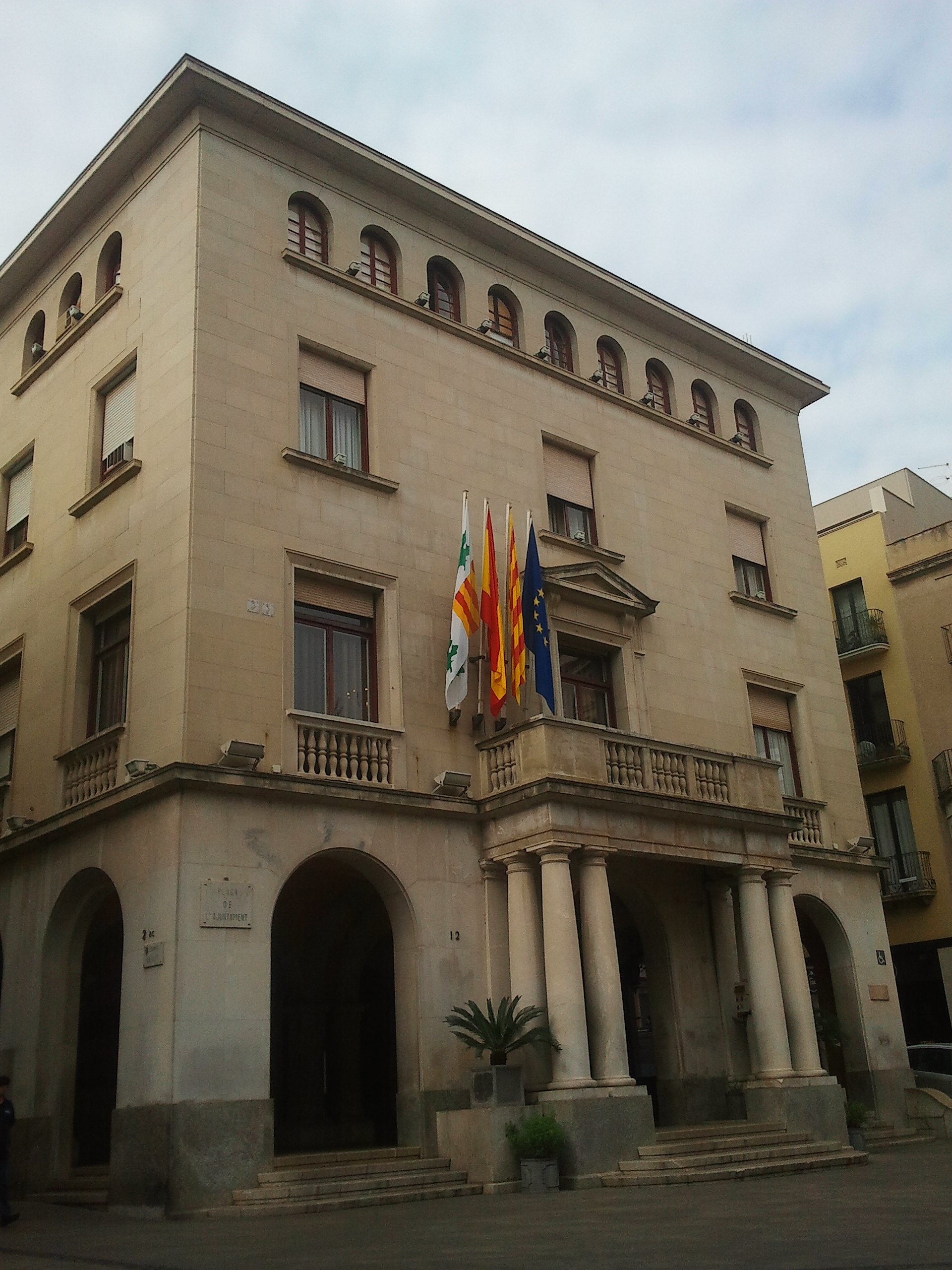
La mairie de Figueras

### Conseil municipal
La ville de Figueras comptait 46 381 habitants aux élections municipales du 26 mai 2019. Son conseil municipal (en espagnol : Pleno del Ayuntamiento) se compose donc de 21 élus.
Depuis les premières élections municipales démocratiques de 1979, la ville a été principalement dirigée par un maire issu des partis nationalistes ou indépendantistes.

### Maires
| Mandat    | Maire | Maire                                                | Parti        | Majorité |
| --------- | ----- | ---------------------------------------------------- | ------------ | -------- |
| 1979-1983 |       | Josep Maria Ametlla (ca)                             | PSC          | 7 / 21   |
| 1979-1983 |       | Miquel Esteba (ca) (07/1979) Eduard Puig (ca) (1980) | CDC          | 5 / 21   |
| 1983-1987 |       | Marià Lorca (ca)                                     | CDC          | 8 / 21   |
| 1987-1991 |       | Marià Lorca (ca)                                     | CDC          | 10 / 21  |
| 1991-1995 |       | Marià Lorca (ca)                                     | CDC          | 10 / 21  |
| 1995-1999 |       | Joan Armangué (ca)                                   | PSC          | 6 / 21   |
| 1999-2003 |       | Joan Armangué (ca)                                   | PSC          | 10 / 21  |
| 2003-2007 |       | Joan Armangué (ca)                                   | PSC          | 9 / 21   |
| 2007-2011 |       | Santi Vila                                           | CDC          | 7 / 21   |
| 2011-2015 |       | Santi Vila Marta Felip (ca) (2012)                   | CDC          | 12 / 21  |
| 2015-2019 |       | Marta Felip (ca) Jordi Masquef (ca) (2018)           | CDC / PDeCAT | 7 / 21   |
| 2019-2023 |       | Agnès Lladó (ca)                                     | ERC          | 5 / 21   |
| 2023-2027 |       | Jordi Masquef (ca)                                   | Junts        | 13 / 21  |

### Jumelage

Logo officiel de la ville de Figueras

La commune de Figueras est jumelée avec :
- Marignane (France) depuis 1968. En 1995, à la suite de l'élection de Daniel Simonpieri (Front national), le jumelage est mis en sommeil par le maire de Figueres, Joan Armangué du PSC. Les relations reprendront en novembre 2008 avec l'élection de l'UMP Éric Le Dissès à la mairie.
- Alcalá la Real (Espagne) en Andalousie depuis 1989.
- St. Petersburg (États-Unis) en Floride depuis 2011. On y trouve le Salvador Dali Museum.

## Population et société

### Démographie
La ville est la plus peuplée de la comarque, avec 44 225 habitants, soit le tiers de sa population. L'extension urbaine est de 19,38 km2. À partir du recensement de 1975 Vilatenim et Palol sont incluses dans Figueres.
| 1497 | 1515 | 1553 | 1717  | 1787  | 1857   | 1877   | 1887   | 1900   |
| ---- | ---- | ---- | ----- | ----- | ------ | ------ | ------ | ------ |
| 165  | 169  | 218  | 1 989 | 5 713 | 10 645 | 11 956 | 12 116 | 10 922 |

| 1910   | 1920   | 1930   | 1940   | 1950   | 1960   | 1970   | 1981   | 1990   |
| ------ | ------ | ------ | ------ | ------ | ------ | ------ | ------ | ------ |
| 12 238 | 13 470 | 14 362 | 16 614 | 16 841 | 17 797 | 22 557 | 30 532 | 34 463 |

| 1992   | 1994   | 1996   | 1998   | 2000   | 2002   | 2004   | 2006   | 2007   |
| ------ | ------ | ------ | ------ | ------ | ------ | ------ | ------ | ------ |
| 34 907 | 35 202 | 33 157 | 33 600 | 34 023 | 35 174 | 37 032 | 39 641 | 41 115 |

| 2008   | 2009   | 2010   | 2011   | - | - | - | - | - |
| ------ | ------ | ------ | ------ | - | - | - | - | - |
| 42 809 | 43 330 | 44 255 | 44 742 | - | - | - | - | - |

## Économie
Figueres jouit d'une situation privilégiée, à l'intersection de deux axes, le premier reliant Barcelone au Roussillon et à la France et le second reliant la côte de l'Empordà avec le piedmont pyrénéen. Cette situation en a fait de longue date le point de rencontre et d'échange entre les voyageurs, cultivateurs et commerçants. L'activité économique de Figueres est importante avec l'Alt Empordà. La ville fournit de nombreux services aux habitants de la comarque. Cette activité a cependant diminué à la suite de l'amélioration récente des voies de communications vers Olot et Gérone.
L'activité agricole et le tourisme sont importants ainsi que le commerce frontalier avec les nord-Catalans. Le principal secteur d'activité est le tertiaire. La restauration, l'alimentation et les commerces représentent 75 % de l'activité économique de la ville.

## Culture locale et patrimoine

Logo de Figueres capitale de la culture catalane 2009

La ville est le berceau de la sardane moderne. Pep Ventura y a composé ses premières œuvres. La ville a été élue « capitale de la culture catalane 2009, ». Figueres est le siège de l'Orchestre de chambre de l'Empordà.

### Lieux et monuments
La ville abrite le théâtre-musée Dalí ainsi que la plus grande forteresse d'Europe, le château de Sant Ferran. L'église fortifiée de Vilatenim est également remarquable. Le musée de l'Empordà présente le patrimoine de l'Empordà.
Figueres héberge le musée du jouet de Catalogne, qui bénéficie du statut de musée national.

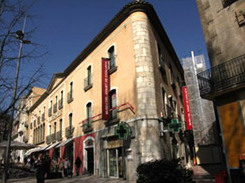
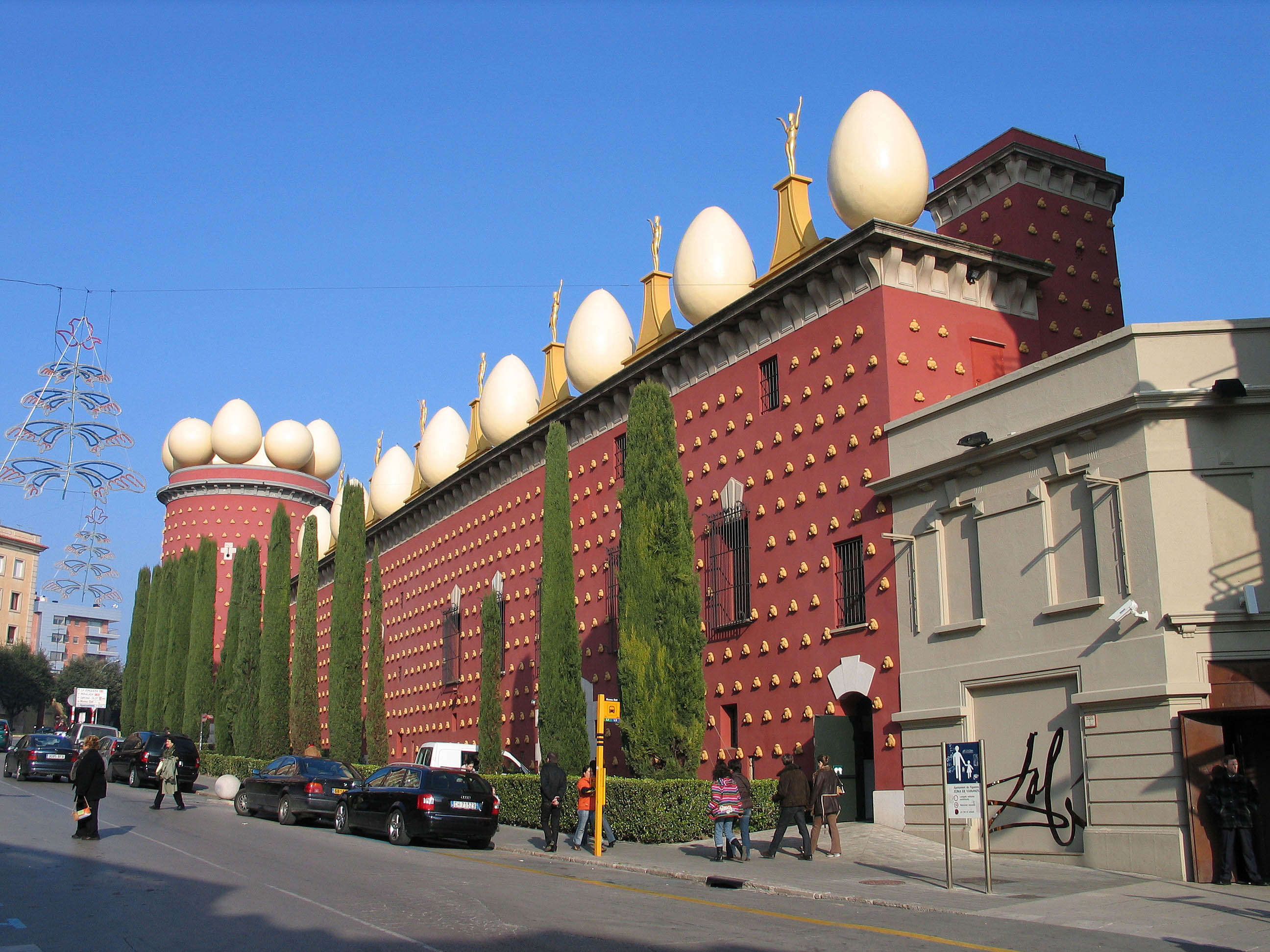
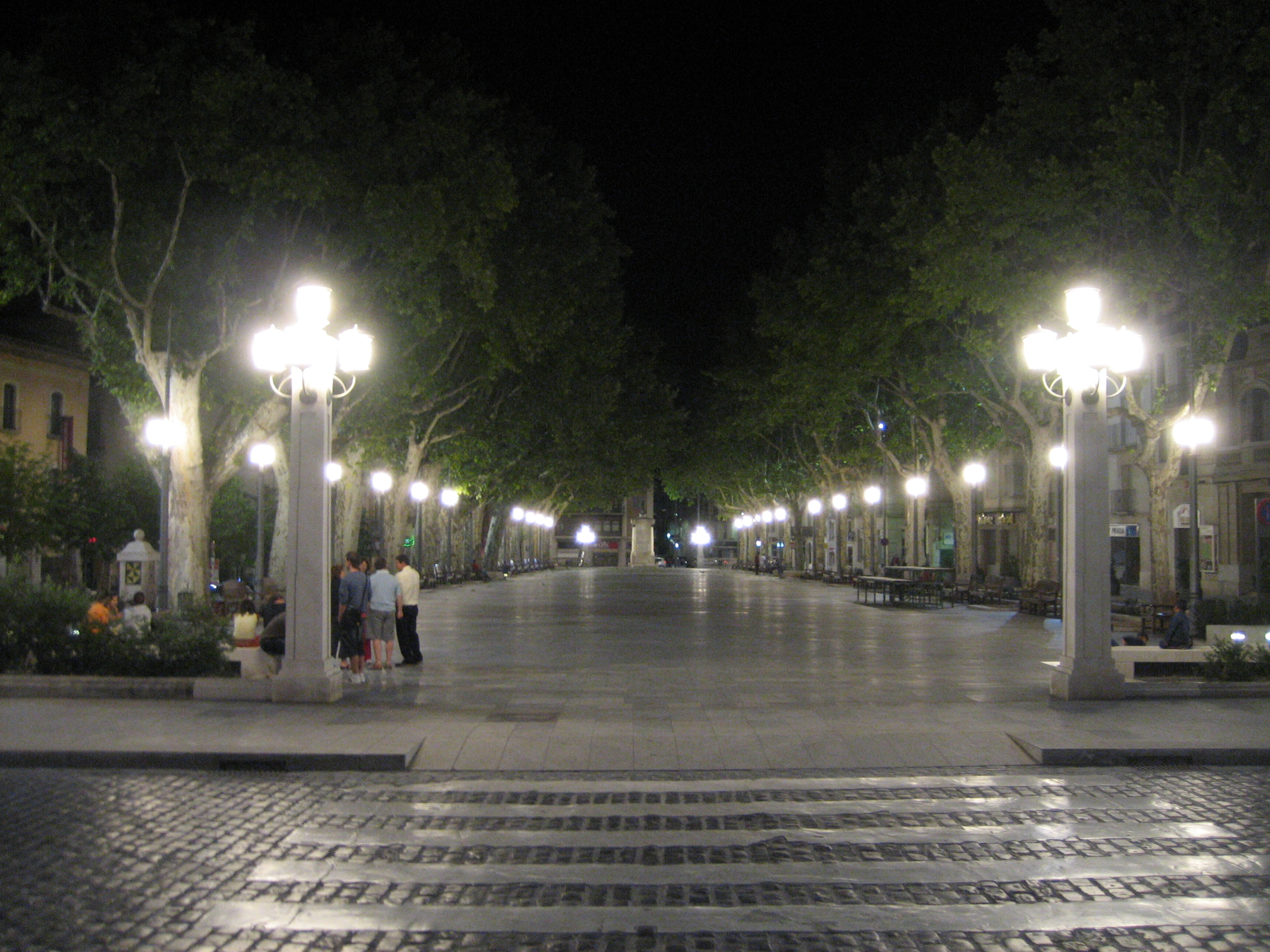
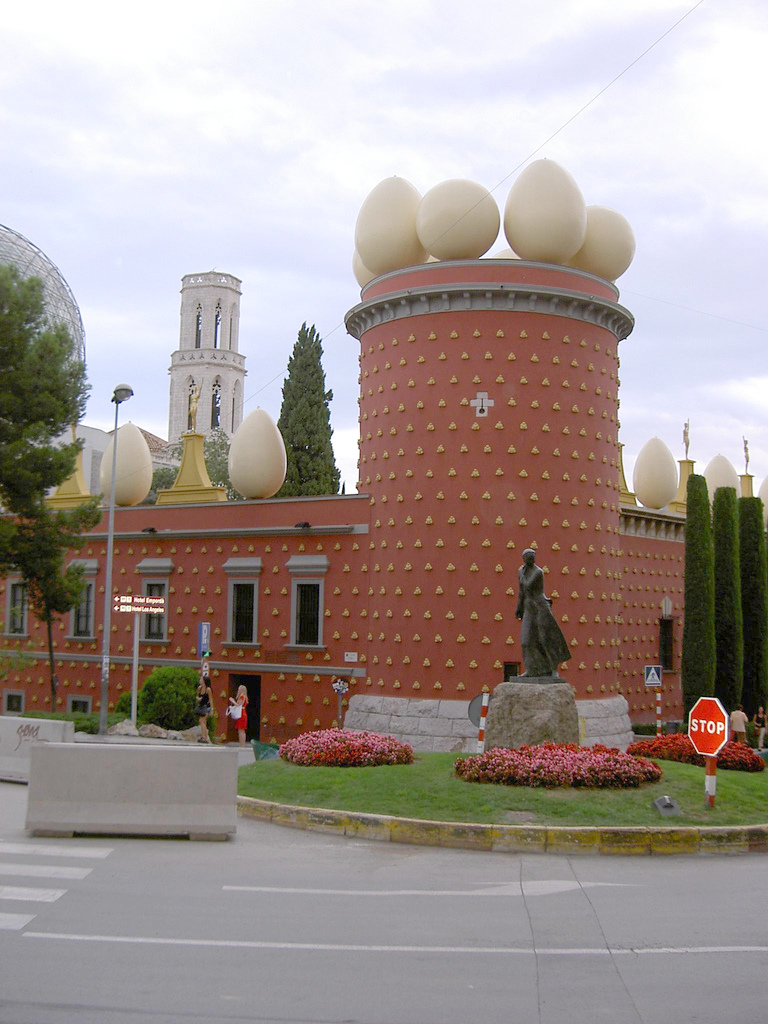
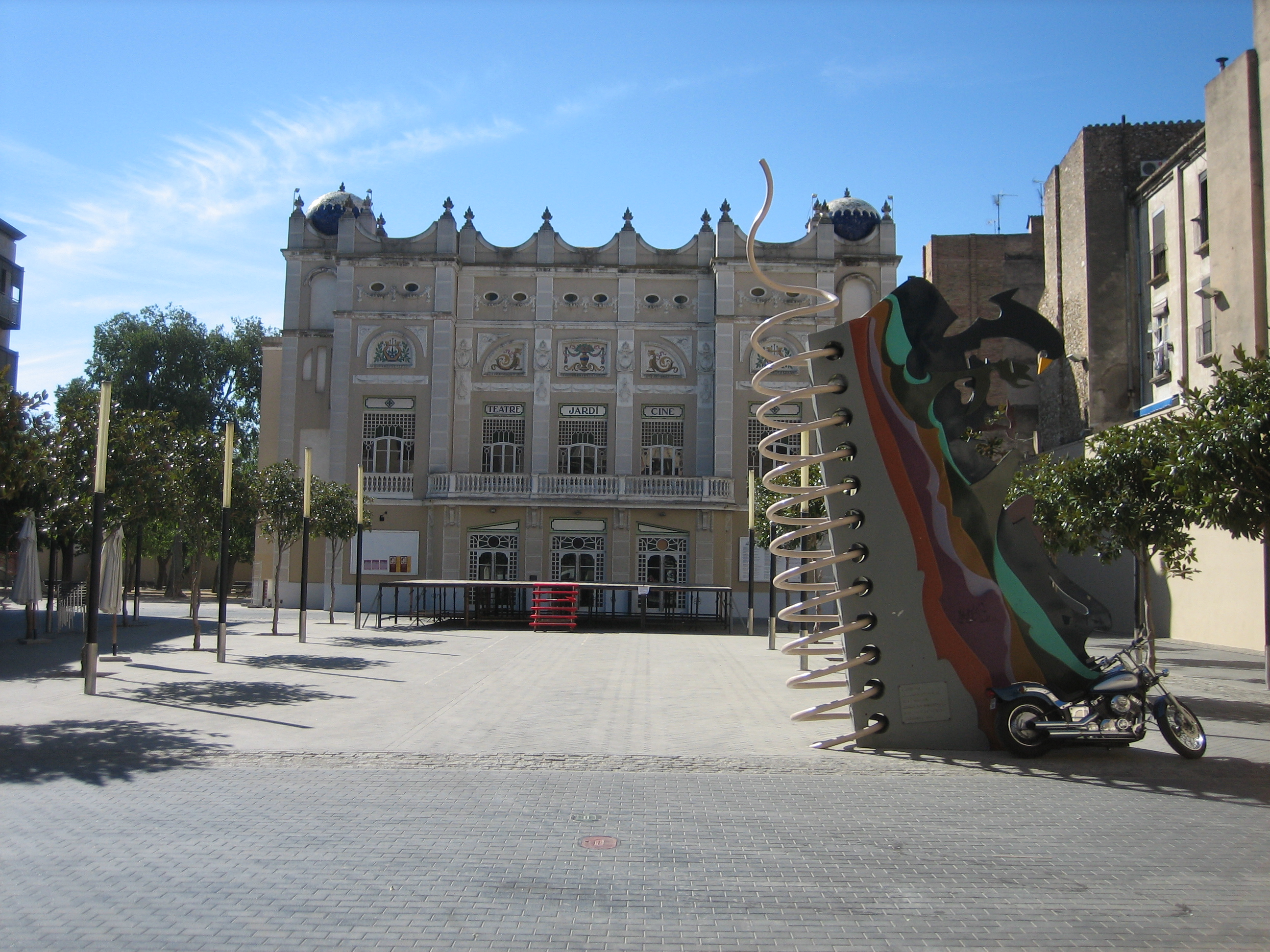
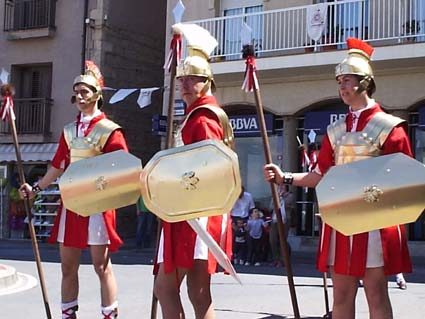
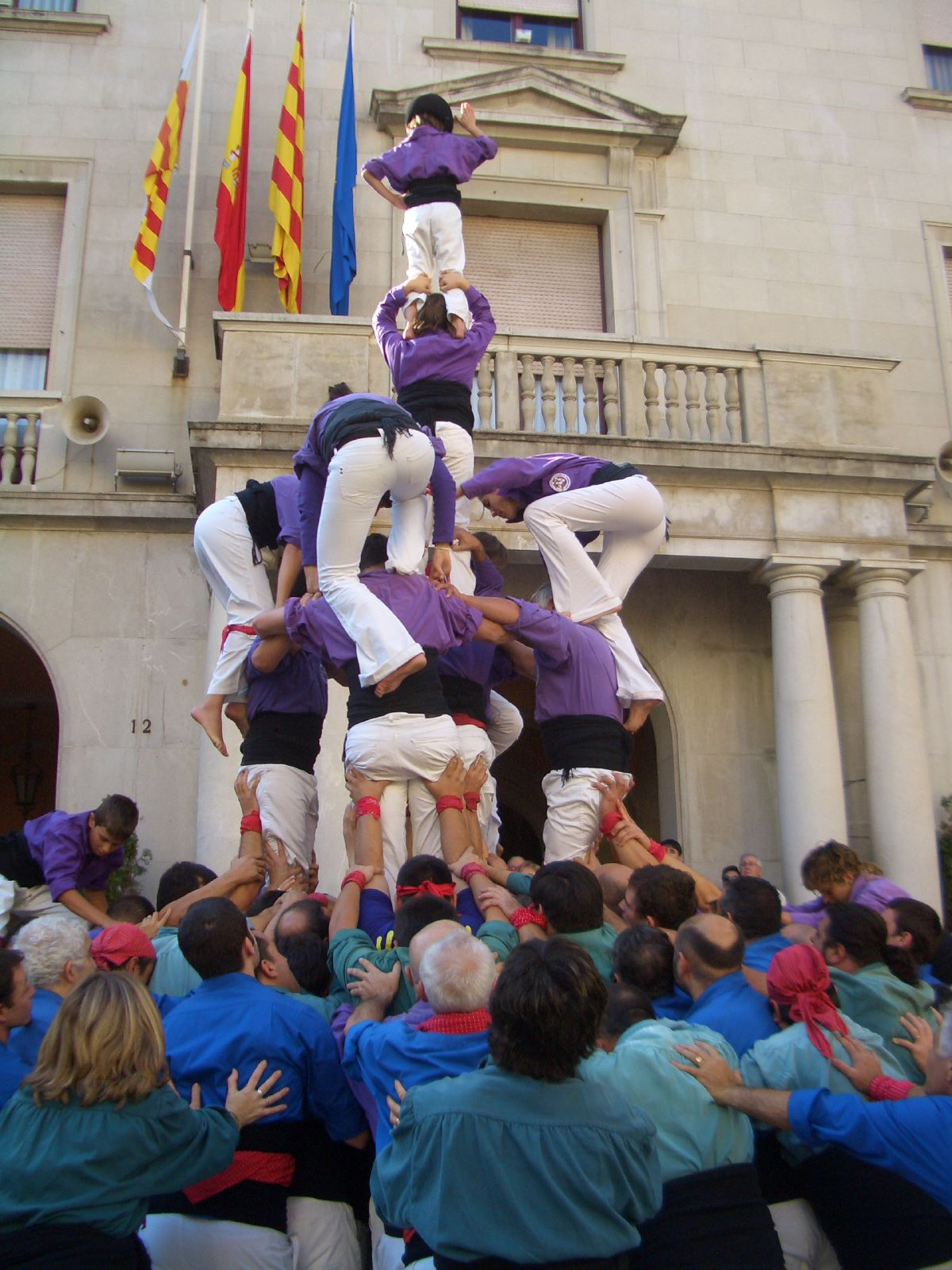
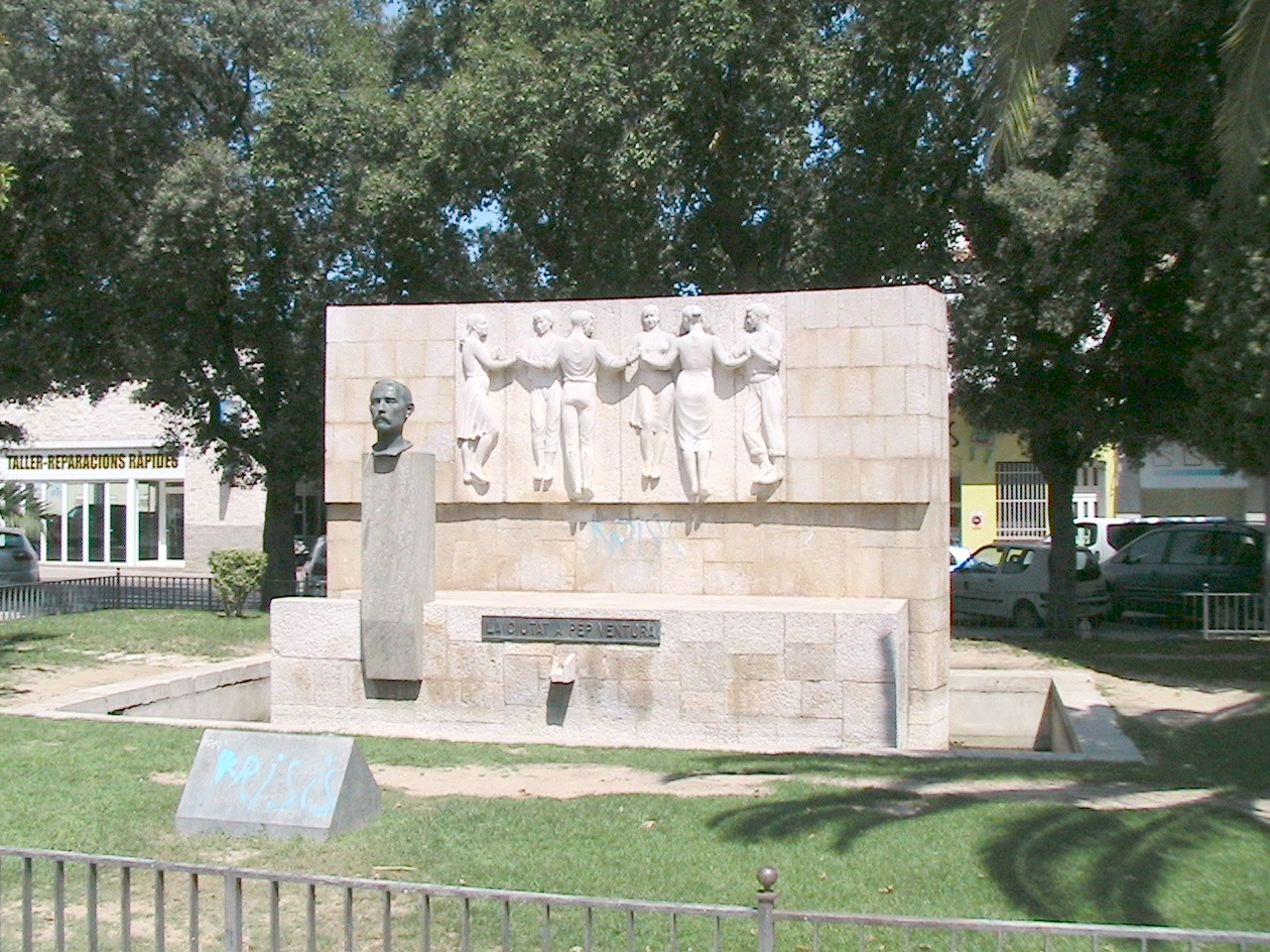
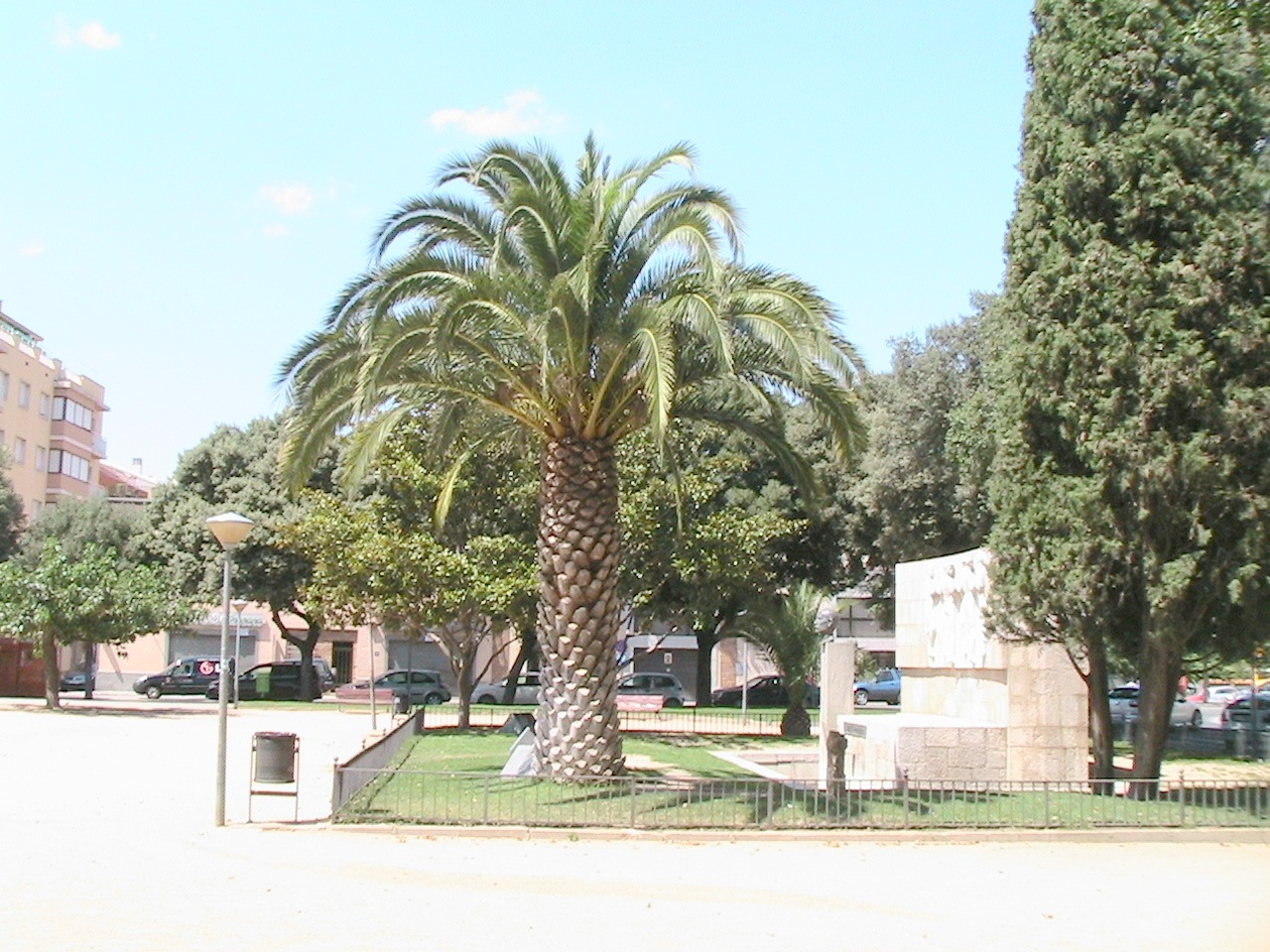
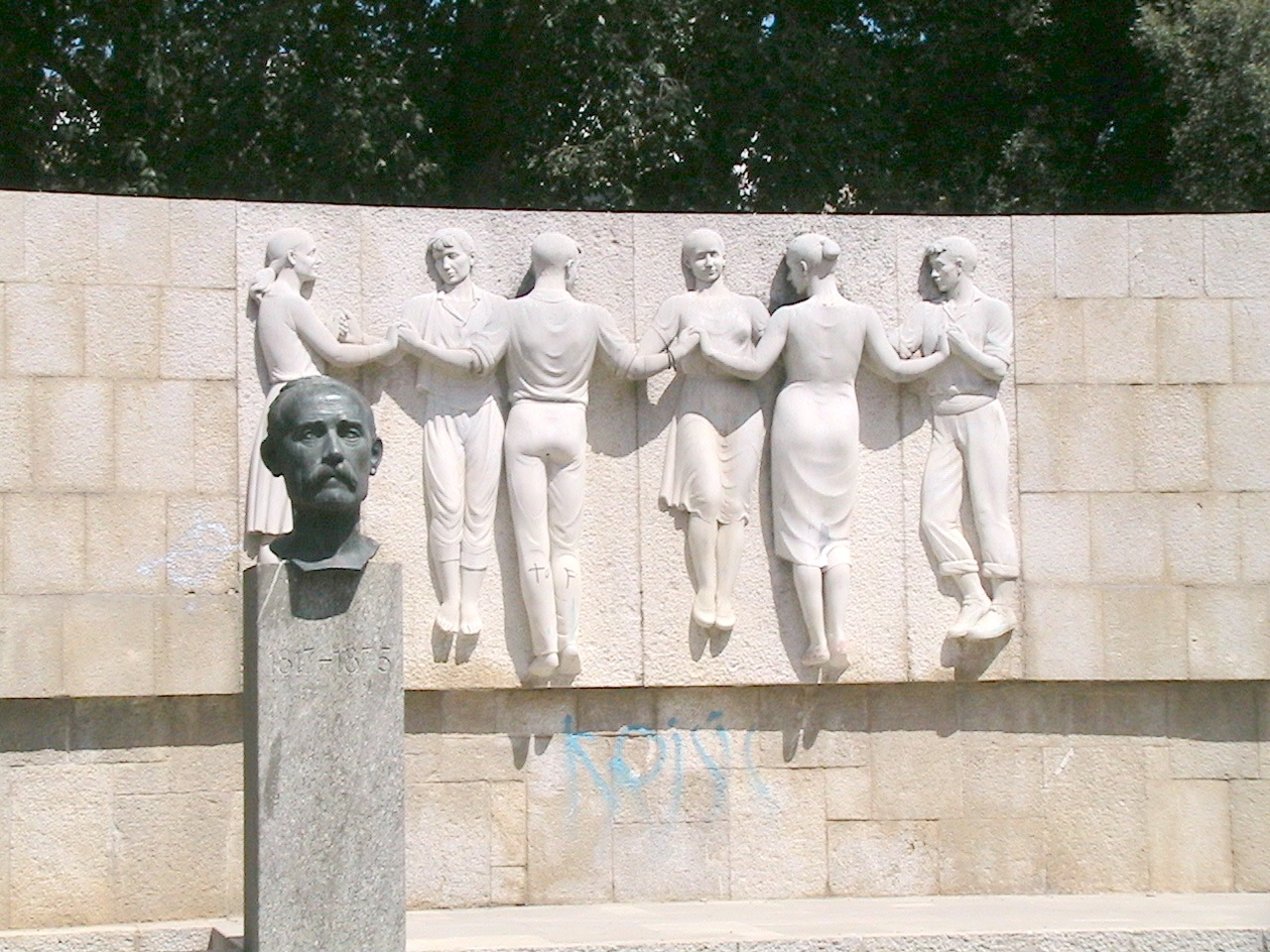
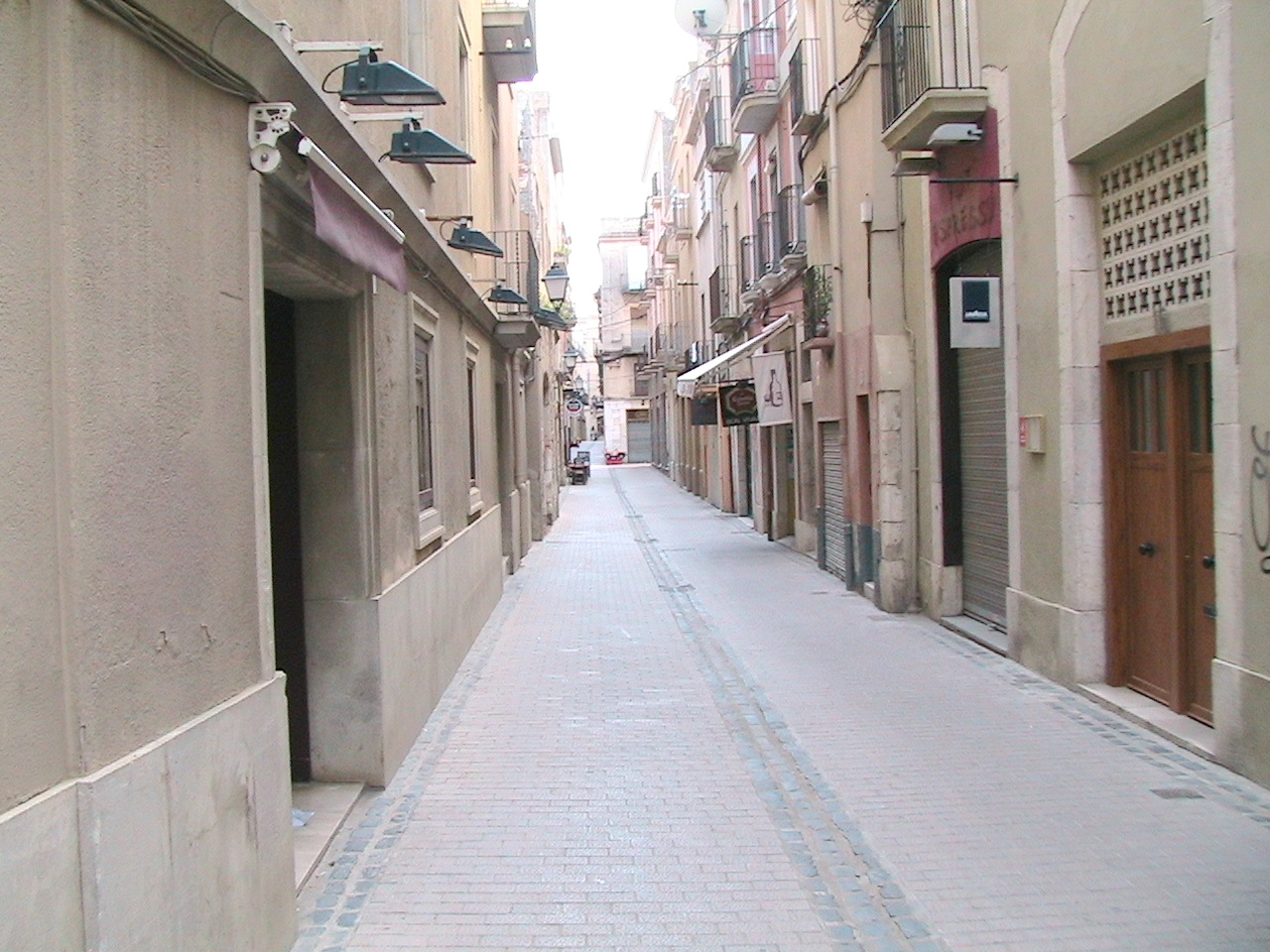

L'église Sant Pere sur la place Sant Pere jouxte le musée-théâtre de Dali.

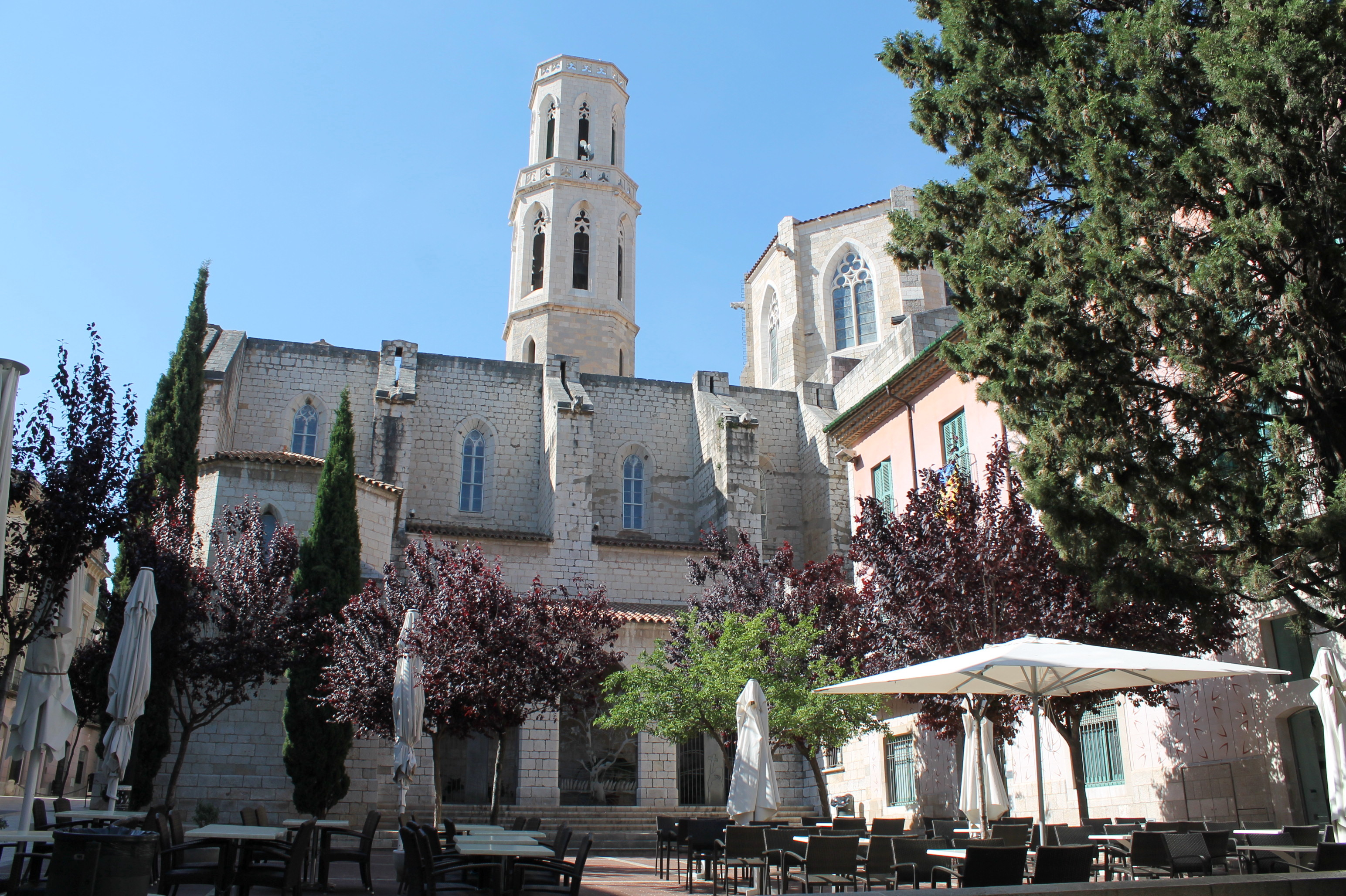
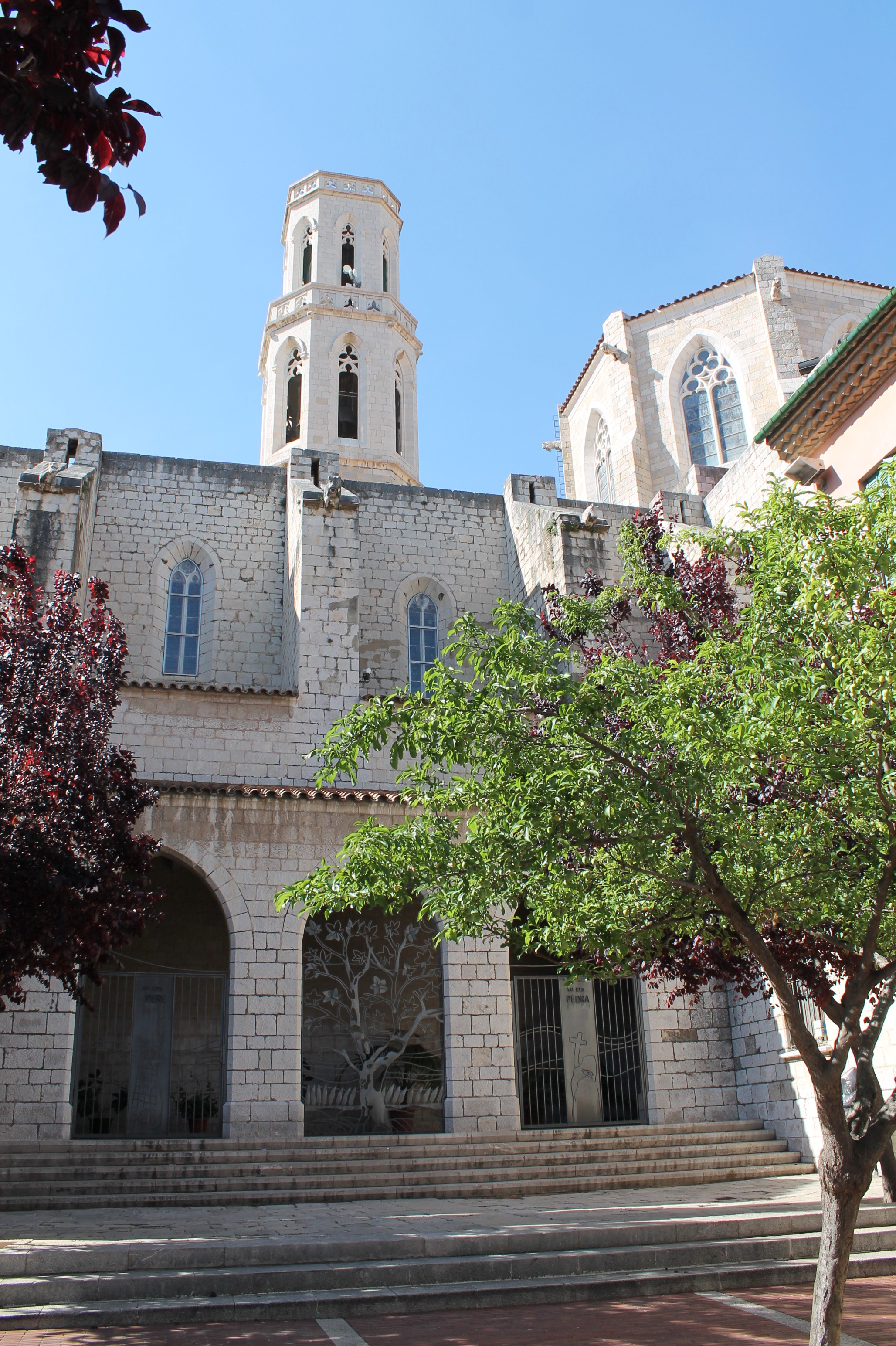
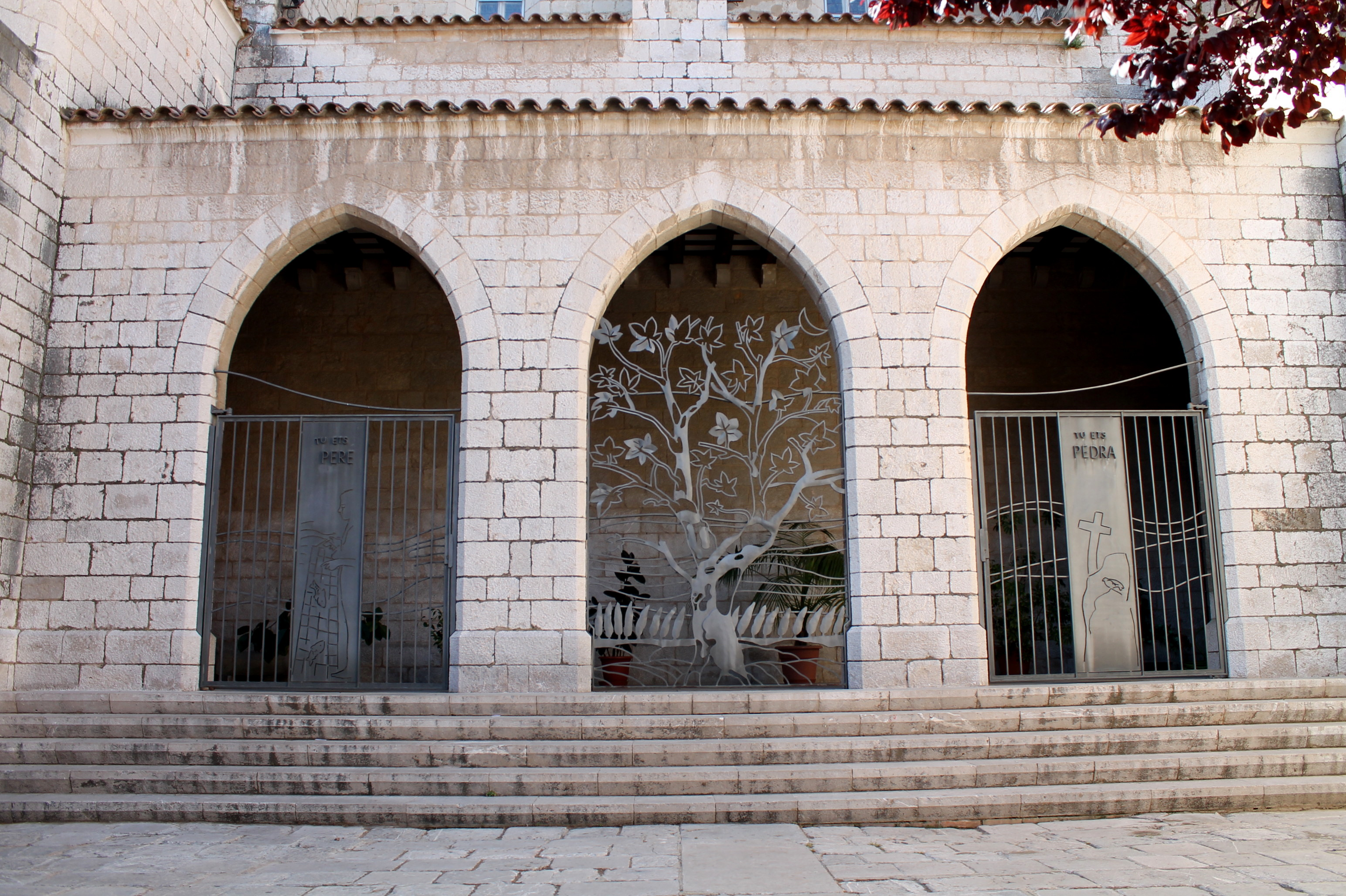

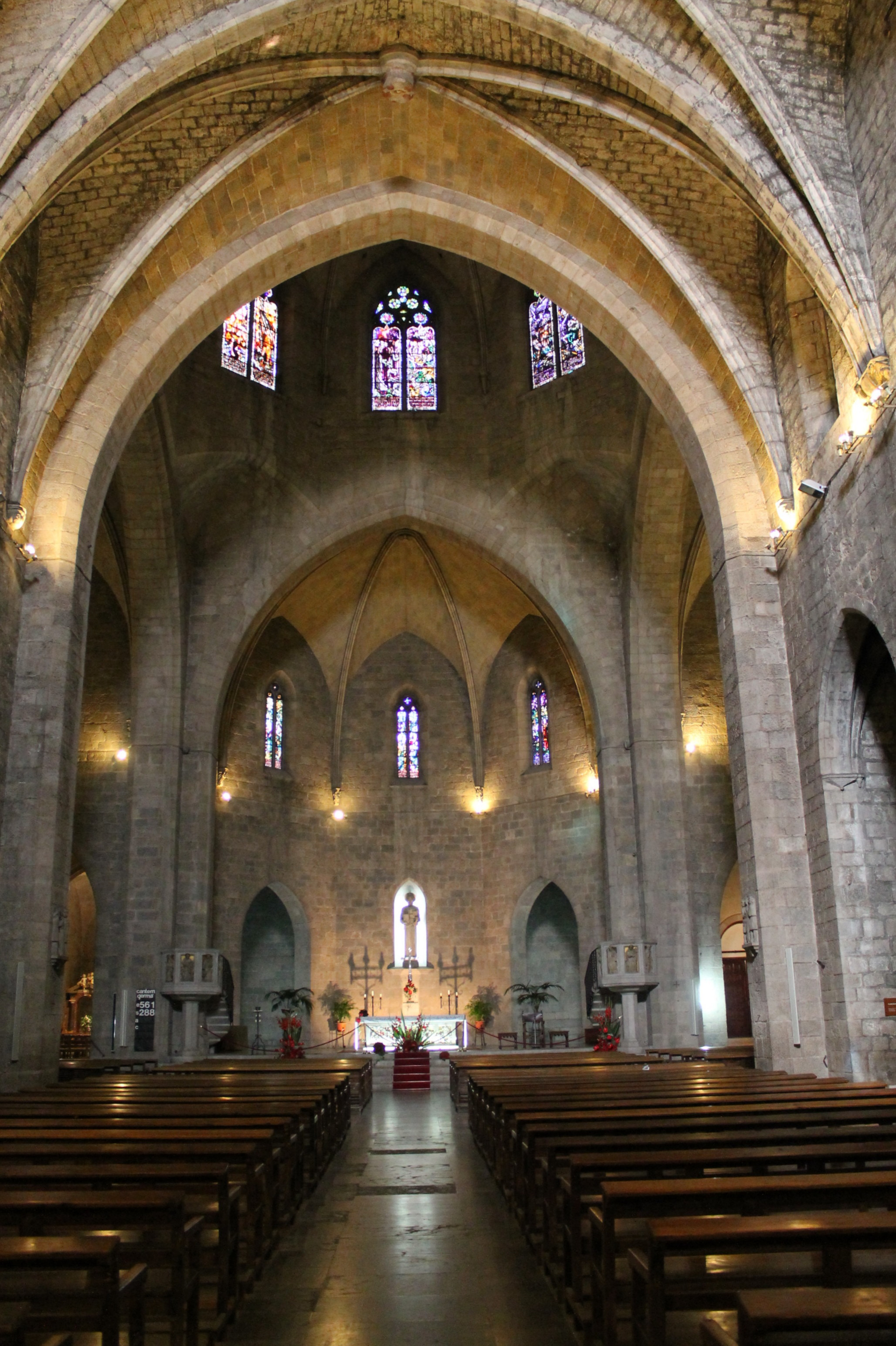
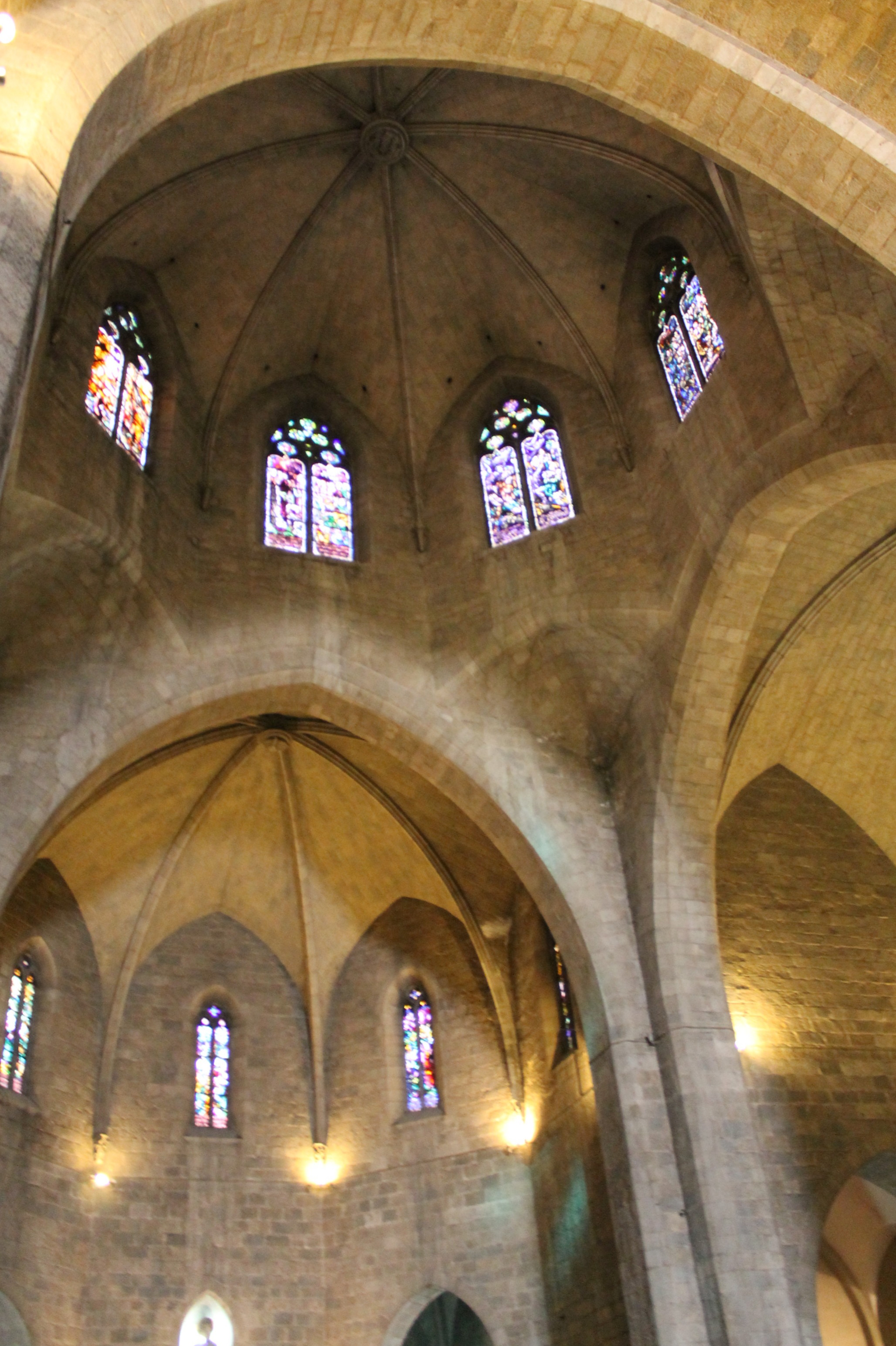
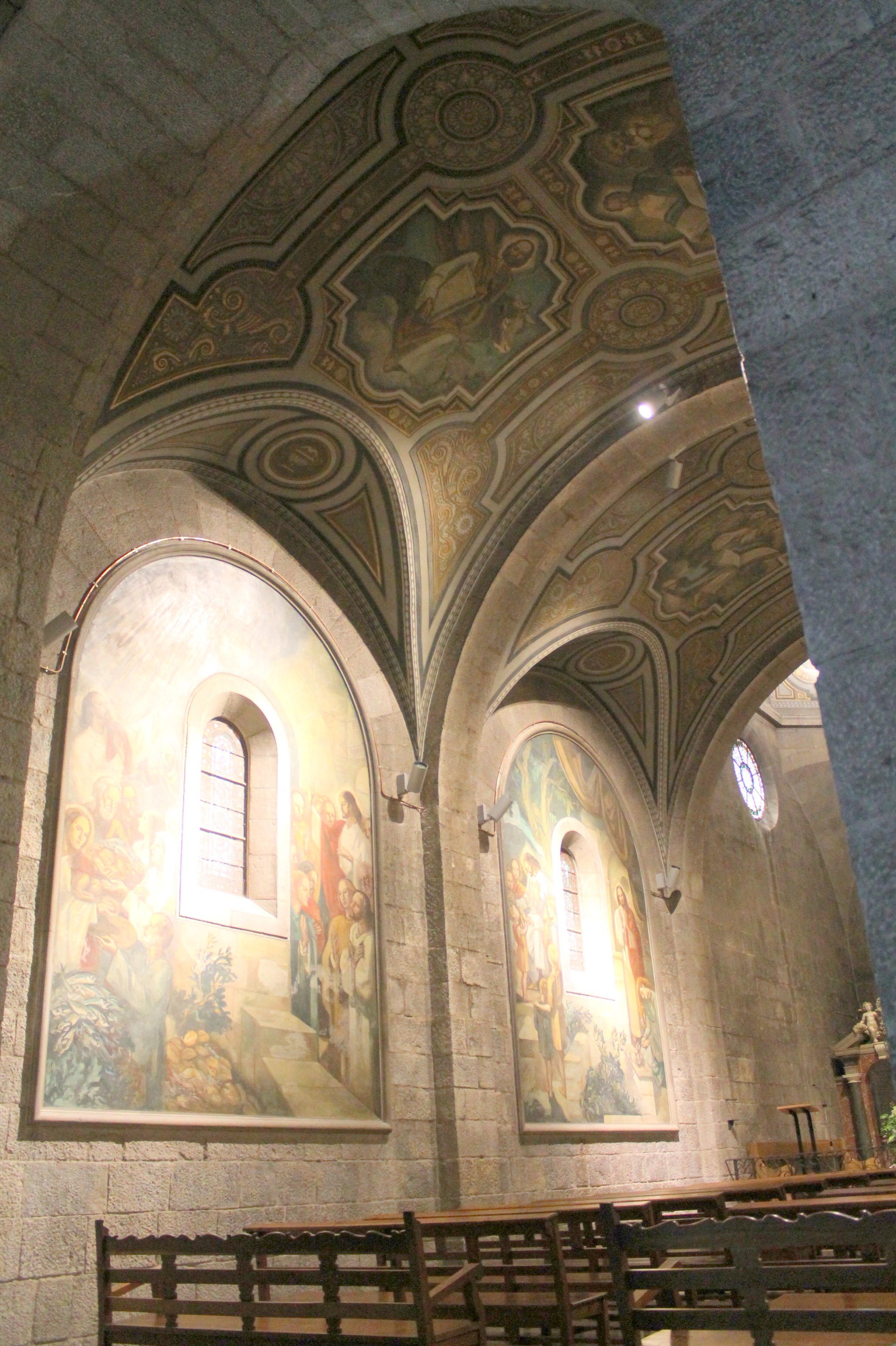
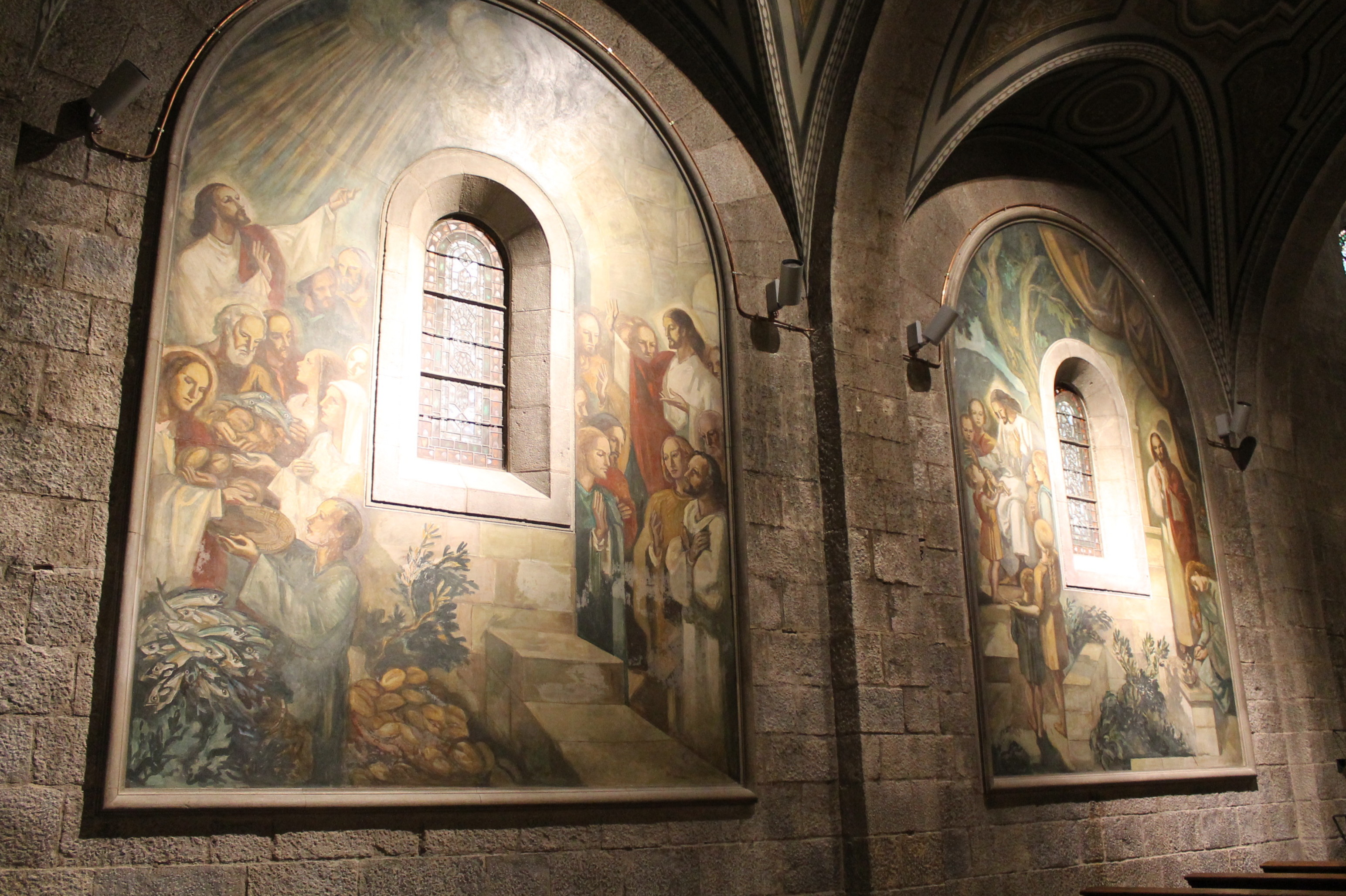

Extérieur
Intérieur

### Personnalités liées à la commune
- Louis d'Anjou (1274-1297) et Jacques II d'Aragon (v.1267-1327) se rencontrent le 31 octobre 1295 à Figueres ;
- Philippe V (1683-1746) épouse Marie-Louise de Savoie (1688-1714) le 3 novembre 1701 à Figueres ;
- Mariano Álvarez de Castro (1749-1810) : général espagnol mort à Figueres ;
- Marie-Adélaïde de Bourbon (1753-1821) : duchesse de Chartres et d'Orléans ayant vécu en exil à Figueres ;
- Adrien Calmètes (1800-1871) : homme politique né à Figueres ;
- Jean Chaubet (1815-1871) : homme politique ayant vécu en exil à Figueres ;
- Pep Ventura (1817-1875) : musicien considéré comme le père de la sardane et mort à Figueres ;
- Narcís Monturiol i Estarriol (1819-1885) : ingénieur du XIXe siècle, inventeur du sous-marin Ictíneo I et homme politique né à Figueres ;
- Lluís Casadesús (1850-1919) : patriarche fondateur de la célèbre dynastie de musiciens, né à Figueres ;
- Clotilde Catalán de Ocón (1863-1946) : zoologiste, a vécu dans la ville et est inhumée au cimetière de Figueres ;
- Gala Dalí (1894-1982) : épouse de Salvador Dalí et morte à Figueres ;
- Carles Fages de Climent (1902-1968) : écrivain né et mort à Figueres ;
- Alexandre Deulofeu (1903-1978) : philosophe et politicien mort à Figueres ;
- Salvador Dalí (1904-1989) : peintre né et mort à Figueres ;
- Joaquim Collar i Serra (ca) (1906-1933) : pionnier de l'aviation né à Figueres ;
- Jaume Miravitlles (1906-1988) : homme politique et écrivain né à Figueres ;
- Anna Maria Dalí (1908-1989), écrivaine née à Figueres ;
- Jacinto Bosch Vilá (1922-1985) : historien né à Figueres ;
- Marc Lacroix (1927-2007) : photographe proche de Dalí et à qui une salle permanente est consacrée au Théâtre-musée Dalí de Figueres ;
- Pere Portabella (1929-) : cinéaste né à Figueres ;
- Maria Àngels Anglada (1930-1999) : écrivaine morte à Figueres ;
- Kiko Veneno (1952-) : musicien né à Figueres ;
- Manuela Trasobares (1962-) : artiste et femme politique née à Figueres ;
- Angélica Liddell (1966) : artiste née à Figueres ;
- Emilio Benfele Álvarez (1972-) : joueur de tennis né à Figueres ;
- Mónica Naranjo (1974-) : chanteuse de variété et de pop-électro née à Figueres ;
- Genís Matabosch Giménez (1977-) : historien et personnalité du monde du cirque, né à Figueres ;
- Damià Abella Pérez (1982-) : joueur de football né à Figueres ;
- Joel González (1989-) : taekwondoïste né à Figueres ;
- Maverick Viñales (1995-) : pilote de moto né à Figueres.
- Vicenç Pagès i Jordà (1963-2022) : conteur et romancier né à Figueres.